# Hermann Struck

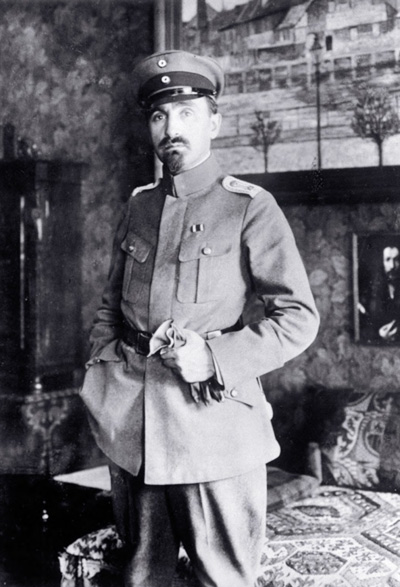
Hermann Struck 1916.

Hermann Struck, född den 6 mars 1876 i Berlin, död den 11 januari 1944 i Haifa, var en tysk etsare.
Struck studerade vid konstakademien i sin hemstad 1895-1900 för M. Koner (måleri) och H. Meyer (grafik) och gjorde en resa till Orienten 1903. Han var bosatt i Berlin, men emigrerade 1923. Struck vann stort rykte genom raderingar och litografier - porträtt, landskap, motiv från Palestina, från Venedig, Berlins utkanter och andra orter, bland annat In Russisch-Polen, krigsdagbok i 23 litografier (1916). Den största samlingen av hans verk finns i Weimars museum. Struck skrev Die Kunst des Radierens (1908). Katalog över hans grafiska arbeten utgavs 1912 av A. Fortlage och K. Schwarz.